# 宅間上杉家
宅間上杉氏（たくまうえすぎけ）は、室町時代に勢力を持った上杉氏の一族。上杉重兼を祖とする。

## 概要
鎌倉市浄明寺に本拠を持ったが、後に相模国永谷（横浜市港南区）に移った。初代当主の重兼は勧修寺道宏の実子で、母は上杉頼重の娘であった。兄の重能は観応の擾乱で殺害されたが、養子の能憲は関東管領に就任、甥で後を継いだ憲孝は子の無いまま死去、重兼の子孫が血統を継承していった。
永享の乱の際には、上杉憲清の子憲直が足利持氏方として榎下城（現 横浜市緑区の舊城寺）に拠った。幕府方に攻められた憲直は榎下城から退いたが、上杉憲実方に追われ称名寺において子の憲家と共に自害した。
当初は山内上杉家、犬懸上杉家、扇谷上杉家らと並び称されたが、嫡流は八条上杉家であり、その後嫡流が衰退した後も、軍事的に優位に立ったのは山内や犬懸であった。上杉禅秀の乱にて犬懸上杉氏が没落すると、山内上杉氏と扇谷上杉氏が争うようになり、相模にいた宅間上杉家の存在は埋没し、やがて後北条氏に従属した。
上杉規富のとき小田原征伐を受け、以後は徳川氏に仕える。関ヶ原の戦いでも、上杉景勝には加担せずに徳川配下として出陣した。江戸時代は宅間氏を称し、旗本として存続した。横浜市旭区の浄土宗三佛寺に旗本宅間氏代々の墓が残っている。

## 歴代当主
1. 上杉重兼
2. 上杉能俊
3. 上杉憲重
4. 上杉憲俊
5. 上杉憲能
6. 上杉憲清
7. 上杉憲直
8. 上杉定重
9. 上杉定朝
10. 上杉顕重
11. 上杉乗国
12. 上杉乗方
13. 上杉房成
14. 上杉富朝
15. 上杉規富